# 女色
女色（英語：female porn）即女性色情，是指通过文字、视觉、语言描绘或表现女性裸体、女性性器官、女性性行为等，与女性有关的性形象，使观赏的女性向者（包括男异性恋者、女同性恋者）产生性兴趣、性兴奋的事物。同时“女色”也可以指女子的美色、色相。

## 古代中国
- 《荀子·乐论》：「故君子耳不听淫声，目不视女色，口不出恶言。此三者君子慎之。」
- 《儒林外史·第三○回》：「比如要在梨园中求，便是爱女色的要于青楼中求一个情种，岂不大错？」